# Artemisaphis artemisicola
Artemisaphis artemisicola är en insektsart som först beskrevs av Williams, T.A. 1911.  Artemisaphis artemisicola ingår i släktet Artemisaphis och familjen långrörsbladlöss. Inga underarter finns listade i Catalogue of Life.